# رینتارو تاشیما
رینتارو تاشیما (انگلیسی: Rintaro Tashima؛ زادهٔ ۸ آوریل ۱۹۹۷) بازیکن فوتبال اهل ژاپن است.
از باشگاه‌هایی که در آن بازی کرده‌است می‌توان به باشگاه فوتبال فنلو اشاره کرد.